# Владыки Астрала
«Владыки Астрала» — коллекционная карточная игра с использованием магических карт, разработанная компанией Apus Software и изданная компанией Alawar Entertainment и 1С в 2004 году только для Windows. 27 ноября 2013 года вышла версия игры для планшетов iPad. Игра происходит в вымышленной вселенной Ревния. Хронологически ей предшествует игра Astral Tournament, а последует Спектромансер. На начало 2014 года продолжается разработка продолжения игры.

## Общие сведения
Английское название — Astral Masters. Главные разработчики имеют никнеймы Estarh и Cooler (Алексей Станкевич и Иван Поляков соответственно).
В игре есть 4 стихии: Огонь, Вода, Воздух и Земля (в порядке расположения в окне редактирования колоды). Каждая из карт принадлежит к одной из 4-х стихий. В основном фэнтези-тематика: эльфы, мерфолки, гигантские жабы, феи, големы и так далее. Размер клиентской части игры около 39 мегабайт.

### Ревния
Мир, в котором происходит действие Astral Tournament, «Владык Астрала» и «Спектромансера».
Во время сюжета игры Astral Tournament Дорлак создал Спектральную призму: артефакт, разлагающий астральную магию на части, дающий полный контроль над ней. Все маги Ревнии объединились против него и победили, в процессе была уничтожена Луна.
Во время сюжета Спектромансера, через тысячу лет мира, главный герой, юный маг, ученик одного из Хранителей (по умолчанию — Ротванг, мастер механики, в версии 1.1 — Акаболи, хранительницы Иллюзии, в версиях до 1.1 — Флоры, Хранительницы Святости) получает приказ от богини Селестии победить всех Хранителей (попавших под пагубное влияние призмы, стремящейся к воссозданию прежнего мирового порядка) и передать Осколки ей. Он оказался Дорлаком, которому был дан шанс исправить содеянное им зло.

## Геймплей
В игре присутствуют 3 режима игры:
- Классическая дуэль. Дуэль с использованием псевдослучайных колод, генерируемых компьютером (предопределено количество карт для каждого уровня).
- Дуэль собранными колодами. Вы перед началом игры можете составить колоду и играть ей. Однако каждая карта имеет свою цену в так называемой «ментальной силе». Вначале вам даётся её немного, но с победами её количество возрастает и вы можете набирать более разнообразные колоды.
- Круглый стол (драфт). Перед началом дуэлей каждому игроку показывается панно с 25 картами. Он должен выбрать одну карту при этом в начале ему даётся 60 секунд, а потом время на выбор начинает уменьшаться, остальные передать по кругу. После того, каждый игрок составляет колоду, которая состоит минимум из 15 карт, максимум из 25. Минимальное число игроков — 4.

Для защиты от затягивания дуэли через 50 ходов после её начала проигрывает начавший игрок.
Можно играть как оффлайн (с компьютером), так и онлайн (с реальными людьми).

### Офлайн
Есть 3 возможности:

#### Лиги
Первая возможность — Лиги. Игра в Лигах позволяет постепенно учиться стратегии и тактике игры с компьютером. Вам даётся 600 единиц ментальной силы, на которую вы можете набрать одну или несколько колод карт. Также предоставляются две учебные колоды. Всего три Лиги — начальная, средняя и высшая. В каждой из Лиг вам будет противостоять компьютерный противник с определённой колодой и стилем игры.

#### Классическая дуэль
Вторая возможность — классические дуэли (можно выбрать уровень сложности бота).

#### Выбранные колоды
Третья возможность — выбранные колоды. Разработчиками предоставлено 9 колод на высотах ментальной силы и возможность создать собственные.

### Онлайн
Тут присутствуют все три вида — классические дуэли, свои колоды, турниры.
- Классические дуэли.

Дуэль с использованием псевдослучайных колод. Пара колод (игрока и противника) создаётся разработчиками игры.
- Свои колоды.

Дуэль с использованием создаваемых вами колод. Можно использовать в одной колоде карты хоть всех стихий одновременно. Если использована в колоде только 1 стихия, суммарная цена карт колоды уменьшается 90 % множителем, и цена колоды становится на 10 % меньше цены суммы карт колоды. Если использованы в колоде 2 стихии, цена колоды остаётся равной цене суммы карт колоды. Если использованы в колоде 3 стихии, суммарная цена карт колоды увеличивается 130 % множителем, и цена колоды становится на 30 % больше цены суммы карт колоды. Если использованы в колоде 4 стихии, суммарная цена карт колоды увеличивается 150 % множителем, и цена колоды становится на 50 % больше цены суммы карт колоды. Цена колоды не может превышать ментальной силы игрока. Создаваемая колода обязана содержать от 30 до 50 карт.
- Турниры.

Есть 3 типа турниров (описаны здесь только отличия, связанные с тем, что это турниры):
- Классические дуэли.

Создавший турнир игрок стартует турнир в любой момент, после того, как наберётся как минимум 4 участника турнира, которые подтвердили своё участие в турнире, находясь в его комнате. После этого начинаются классические дуэли между участниками турнира, по схеме «каждый играет 1 раз с каждым». При выходе какого-либо участника во время турнира одному или нескольким игрокам, в зависимости от начального количества игроков и количества оставшихся игроков, могут попасться те, с кем они уже играли.
- Свои колоды.

Игрок при создании турнира выбирает ментальную силу, на которой будет происходить турнир. Создавший турнир игрок стартует турнир в любой момент, после того, как наберётся как минимум 4 участника турнира, которые подтвердили своё участие в турнире, находясь в его комнате. После этого игрокам даётся время на выбор имеющейся или создание новой колоды на ментальной силе, выбранной создателем турнира. Потом начинаются дуэли между участниками турнира, по схеме «каждый играет 1 раз с каждым».
- Круглый стол

### Стихии
- Огонь — карты Огня ориентированы на нанесения максимального урона существам противника и противнику, непосредственное уничтожение существ, уменьшение астральной силы противника, лишение его карт; среди них много дешёвых, но при этом эффективных существ, которыми можно пользоваться для ускоренного нанесения урона противнику, в том числе в начале боя.
- Вода — карты Воды ориентированы на увеличение астральной силы своего владельца, поиск нужных карт; стихия в чистом виде имеет явный уклон в медленный контроль и доминирование на поле боя (например, мерфолки, гигантская жаба).
- Воздух — карты Воздуха ориентированы на нанесение не блокируемого существами урона непосредственно по оппоненту, усиление разрушающего эффекта заклинаний, получение новых карт, возвращение существ в руку их хозяина, кражу существ противника в руку игрока.
- Земля — карты Земли ориентированы на восстановление жизней как игрока, так и его существ, на нанесение урона по всем противникам одновременно, получение игроком маны; существа этой стихии наиболее разнообразны, значительная их часть имеет возможность вызывать из колоды игрока карты (например, гномы, эльфы). К стихии Земли относятся почти все виды големов (за исключением ледяного голема, являющегося картой Воды).

## Отзывы и критика
| Русскоязычные издания | Русскоязычные издания |
| Издание               | Оценка                |
| --------------------- | --------------------- |
| «ЛКИ»                 | 74 %                  |

Бывший российский журнал «Лучшие компьютерные игры» оценил игру на орден и дал 74 %. Игре было посвящено одно руководство и прохождение, три тактики игры и советов мастеров.